# Chorizagrotis perfida
Chorizagrotis perfida là một loài bướm đêm trong họ Noctuidae.